# La Ville-aux-Bois

La Ville-aux-Bois este o comună în departamentul Aube din nord-estul Franței. În 1 ianuarie 2022 avea o populație de 28 de locuitori.